# Балцо (Асколи Пичено)
Балцо (итал. Balzo) насеље је у Италији у округу Асколи Пичено, региону Марке.
Према процени из 2011. у насељу је живело 123 становника. Насеље се налази на надморској висини од 872 м.